# Breakdance
El breakdance o breaking (bboying) es una danza que forma parte de la cultura del hip hop, junto con el grafiti, rap y djing. Este elemento nace en las comunidades afroamericanas de los pueblos azules neoyorquinos como Bronx y Brooklyn, en Estados Unidos, en la década de 1970.

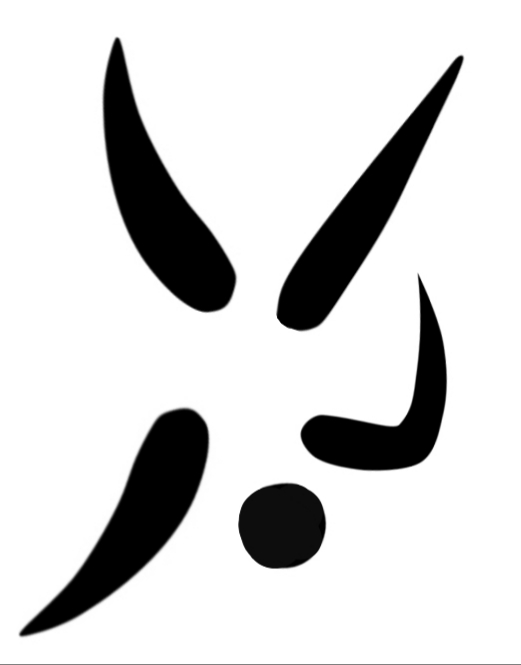
Pictograma deportivo del breaking

Breakdance es un término comercial utilizado por los medios para llamar a esta danza, pero su nombre original es breaking o bboying.
Este alcanzaría un reconocimiento más alto en los años 1980, exactamente con el boom del 85, gracias a la influencia de películas como Flashdance, Breakin' y Beat Street, que extendieron el movimiento por todo el planeta, especialmente Europa. Actualmente, el reconocimiento del Breaking como disciplina olímpica por el COI y su inclusión en los Juegos Olímpicos de París 2024 han vuelto a darle un protagonismo tras años de evolución constante.
Los términos B-Boy, B-Girl, o B-Boying, fueron acuñados por quien se considera ampliamente como el «padre del hip hop» DJ Kool Herc, quien lo aplicó a jóvenes que acudían a sus fiestas y que esperaban especialmente la parte del breakbeat de los temas (es decir, donde se va la instrumentación de acompañamiento y se queda solo la percusión sincopada) para invadir la pista y demostrar sus sorprendentes movimientos. Se piensa que el nombre breakdance tenía motivos comerciales. En la actualidad se ha adoptado el término Breaking de forma oficial tras la inclusión como disciplina olímpica por el COI.

## Historia

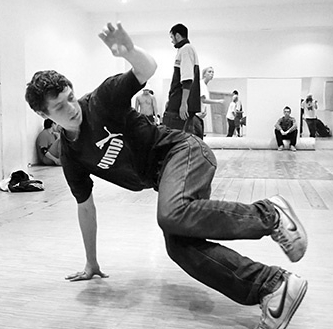
Un breaker practicando downrock en un studio en Moscú.

### Antecedentes
Muchos elementos del break pueden verse en otras culturas antecedentes anteriores a la década de 1970. Los pioneros del B-boy Richard "Crazy Legs" Colon y Kenneth "Ken Swift" Gabbert, ambos de la Rock Steady Crew, citan como influencias a James Brown y las películas de Kung Fu (sobre todo las de Bruce Lee). Muchos de los movimientos acrobáticos, como el flare, muestran claras conexiones con la gimnasia. En el libro de 1877 Rob Roy en el Báltico, John MacGregor describe haber visto cerca de Norrköping a un "...joven bastante solo, que practicaba una y otra vez el más inexplicable salto en el aire... se balanceaba hacia arriba, y luego giraba sobre su mano para un punto, cuando la parte superior de su pierna describía un gran círculo...". El grabado muestra a un joven aparentemente bailando breakdance.
El baile se llamaba Giesse Harad Polska o "baile del distrito del salmón". En 1894 Thomas Edison filmó a Walter Wilkins, Denny Toliver y Joe Rastus bailando y realizando un "breakdown". Luego, en 1898, filmó a un joven bailarín callejero realizando acrobáticas piruetas de cabeza. Sin embargo, no fue hasta la década de 1970 cuando el breakdance se desarrolló como un estilo de baile definido en Estados Unidos. También existen pruebas de este estilo de baile en Kaduna, Nigeria, en 1959.
Estos elementos precursores comenzaron a tomar forma a principios de la década de 1970, cuando el breaking empezó a crecer en fiestas con DJs y discos instrumentales. Fue en estas fiestas donde DJ Kool Herc, un DJ pionero afincado en el Bronx, desarrolló secciones de breakdown rítmico cambiando simultáneamente entre dos copias del mismo disco, creando "breaks". Al poner en bucle los discos y sus pausas simultáneas, conseguía prolongar la pausa y proporcionar una base rítmica y de improvisación para los bailarines: Herc cuenta a Jeff Chang en su libro Can't Stop Won't Stop (2005), "Y una vez que escucharon eso, eso fue todo, no había vuelta atrás. Siempre querían escuchar break tras break, tras break tras break".
La aparición del break propició las batallas de baile y las sesiones de baile conocidas como cyphers, círculos competitivos en los que los participantes se turnaban para bailar rodeados de curiosos. El término cypher y su uso en la cultura hip-hop tiene su origen en la Five-Percent Nation, que utilizaba el término "cypher" para designar círculos de personas. Los cyphers son entornos en los que los breakers luchan por su reputación en el baile, expresan su orgullo cultural e integran elementos como el toprocking o el floor work para innovar en su set. Comenzaron a formarse cuadrillas como la Rock Steady Crew o Mighty Zulu Kingz, en respuesta al crecimiento de los cíferos competitivos que a veces ofrecían premios en metálico, títulos y derechos de fanfarronería.

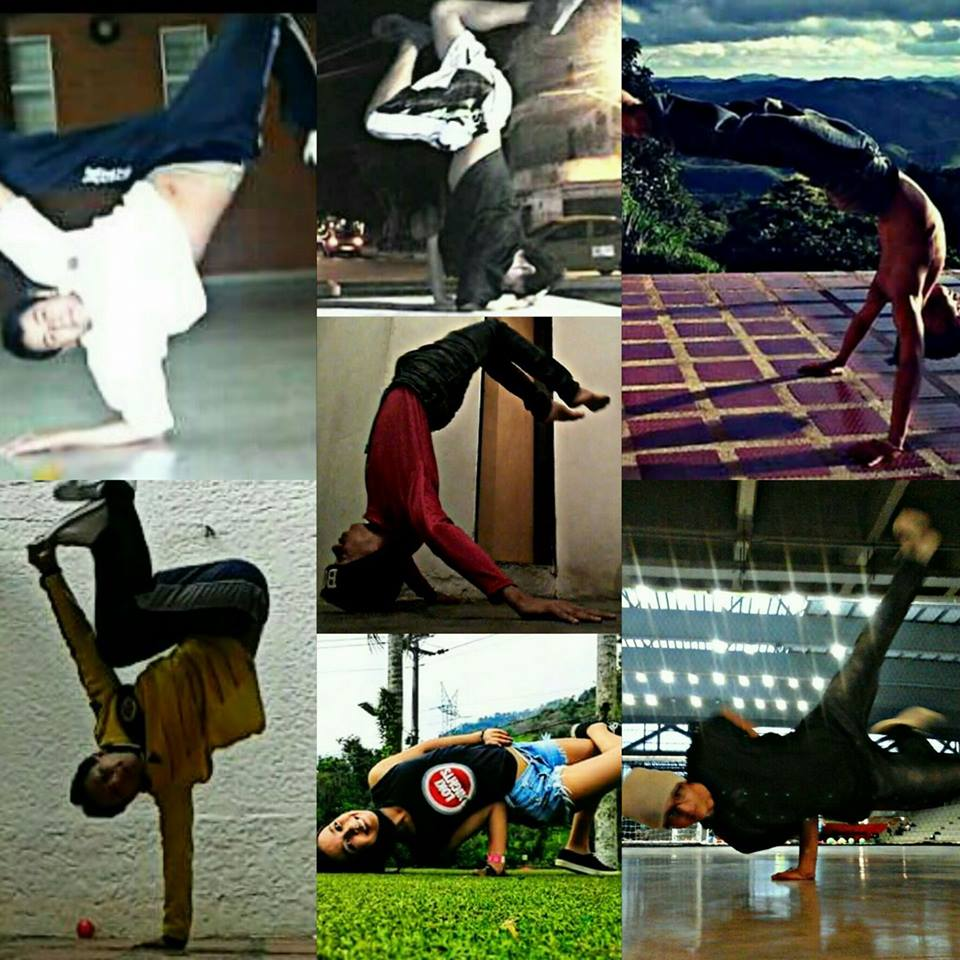
breakdance

### 1968-1969
Esta fase sentó las bases del breakdance. Comenzó siendo una consecuencia de las guerras entre bandas locales que plagaban el Bronx y Brooklyn, en la ciudad de Nueva York. Se sucedían continuas peleas entre ellas en los guetos, sobre todo entre integrantes blancos y negros, entre los que se observaba una espiral de odio continua.
Este agresivo espíritu de lucha fue trasladado al baile por Spy, que lo introdujo en su forma de bailar, caracterizándola con este estilo callejero.
Entre los primeros Bboys su puede destacar a: Clark Kent, El Bobo Amazing, James Bonfire, Sau Sau, Tricksy, El Dorado, Mike y los Nigga Twins. Como ellos mismos declaran en el documental The Freshest Kids, en sus orígenes, la mayoría de los pasos de rope dace no seguían ningún patrón ni estructura base, aunque en sus rutinas todos incorporaron claros elementos de pasos del "Padrino del Funk" James Brown, así como los estilos de bailarines del entonces famoso programa de televisión Soul Train y de personajes como los grupos The Lockers y los Electric Boogaloos de California. En los últimos años de este periodo, el breakdance sirvió para resolver pacíficamente muchas de las peleas anteriormente.

### Fundación (1975-1979)
La segunda fase comienza con el aporte de los chicos del Bronx nacidos en Puerto Rico, que llegó a adquirir prominencia como el "moreno style", el “estilo latino”, y permitió que este se integrara con el de la comunidad negra. Tomando la inspiración de la salsa, y según cuenta el b-boy Ken Swift, de las piruetas mostradas en las películas de kung fu; así, los puertorriqueños fueron los verdaderos creadores del B-boying. En 1977 se fundó el Rock Steady Crew, grupo destinado a enseñar los verdaderos orígenes del B-boying como se lo conoce hoy. Sin embargo, en 1979 hubo muchos B-boys que abandonaron la danza para centrarse en otras disciplinas de la cultura hip hop (DJ, grafiti, rap) como consecuencia de la crisis entre los grupos. Por entonces, comenzó a plantear un futuro dudoso de la disciplina del B-boying.

### Era del Power Move
En los años ochenta, el Rock Steady Crew se expandió por Nueva York (incluso fuera del Bronx), gracias a miembros como Crazy Legs, reclutando muchos B-boys. Ken Swift, Mr. Freeze, Lil Crazy Legs y muchos otros, se convirtieron en miembros de Rock Steady en la zona de Manhattan. En breve, muchos grupos más nacieron, incluida la tripulación de los Dynamic Rockers, que junto a los protagonistas de Rock Steady, protagonizaron el famoso desafío en el Lincoln Center de Nueva York en 1981, organizado por el promotor Michael Hollman. Este desafío fue el primero en ser transmitido por la cadena ABC. Este desafío fue insertado luego en el documental Style Wars (1982) de PBS, dirigido por Henry Chalfant. En los años siguientes, la explosión en los medios de comunicación sobre lo que era el breakdance, ofreció la oportunidad a miles de jóvenes de descubrirlo. Un claro punto de viraje hacia la gran visibilidad de esta disciplina a nivel global se dio en una escena de la famosa película de 1983 Flashdance, dirigida por Adrian Lyne, en un momento en que la protagonista con su amiga se topan en una calle con los extraordinarios Rock Steady Crew haciendo lo suyo sobre cajas de cartón en el piso al ritmo del tema funky-latino "It's Just Begun" de The Jimmy Castor Bunch. Los Ángeles fue también el escenario de dos películas históricas: Breakin' (1984) y Breakin' 2: Electric Boogaloo (1985). De ahí, pasos de "breakdance" comenzaron a aparecer en televisión, publicidad, cine, teatro y festivales. El breakdance estaba en todas partes y su práctica poco a poco se iba extendiendo a todo el mundo.

### 1987-2000
La fuerte fama momentánea se redujo en 1987, aunque siguió manteniendo una cierta exposición en medios de comunicación a través de apariciones en películas, anuncios y videojuegos (en el año 2006 se lanza para la PlayStation 2 de Sony B-boy: The Game, el primer juego completamente ambientado en el mundo del breakdance). Para muchos es un estilo de vida, para otros un deporte en el que compiten tanto a nivel nacional como internacional, en festivales como IBE Notorious, Red Bull BC One, la Batalla del Año y el Freestyle Session. Alrededor de 2002, el b-boying y los bailes de hip hop volvieron a llamar la atención en todo el mundo y además de la popularidad que tenían en Estados Unidos, ganaron importancia en Alemania, Francia, Corea del Sur y Rusia, entre otros países.

### 2000-2022

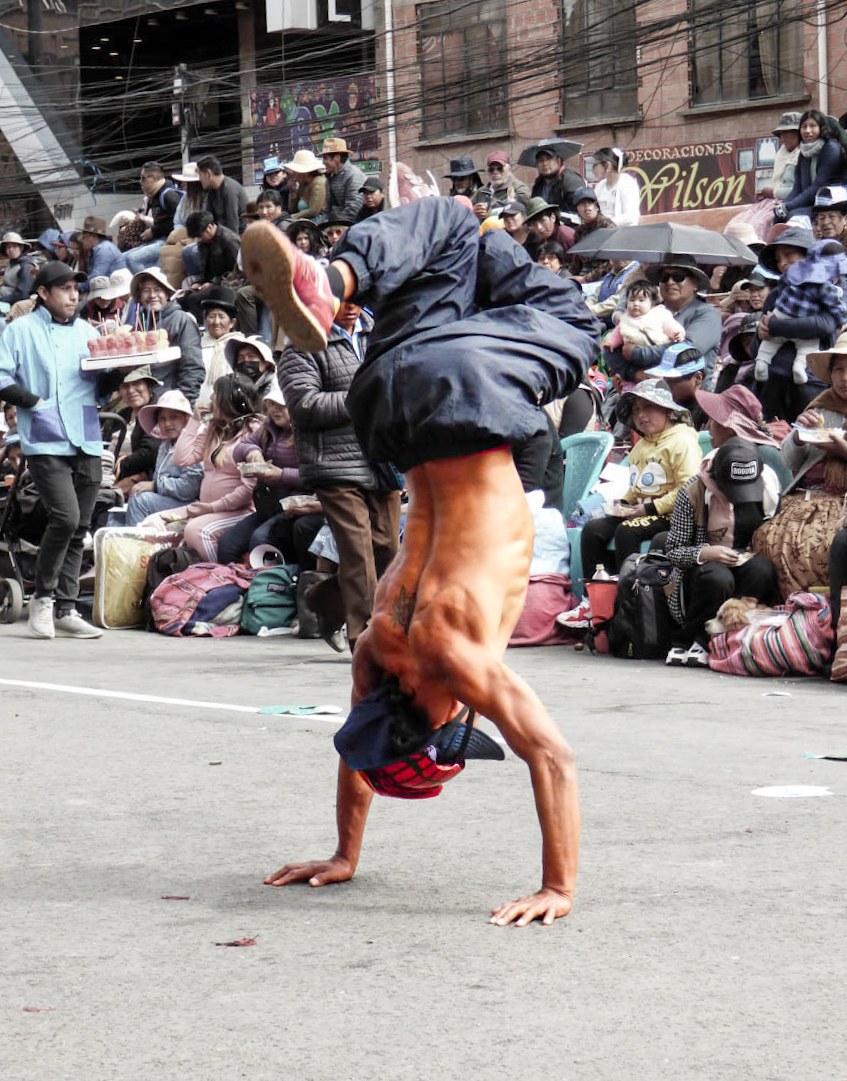
B-Boy en la ciudad de El Alto, Bolivia.

Desde el año 2000 el breakdance ha tenido una etapa muy próspera, tras la incorporación de muchos B-boys al panorama. En el año 2021 el Comité Olímpico Internacional anunció que el breakdance estará presente en los Juegos Olímpicos de París 2024. Esto ha generado un gran desarrollo y nuevas generaciones se han iniciado en el Breaking. Una de las consecuencias positivas de este nuevo impulso para esta disciplina, es la creación y resurrección de muchos grupos (denominados "crews" dentro del breakdance), algunos de los más destacados son, Battle Droids, Bélgica, The Ruggeds, Países Bajos, Outstanding, Rusia y Cream Kings, España.

## El baile

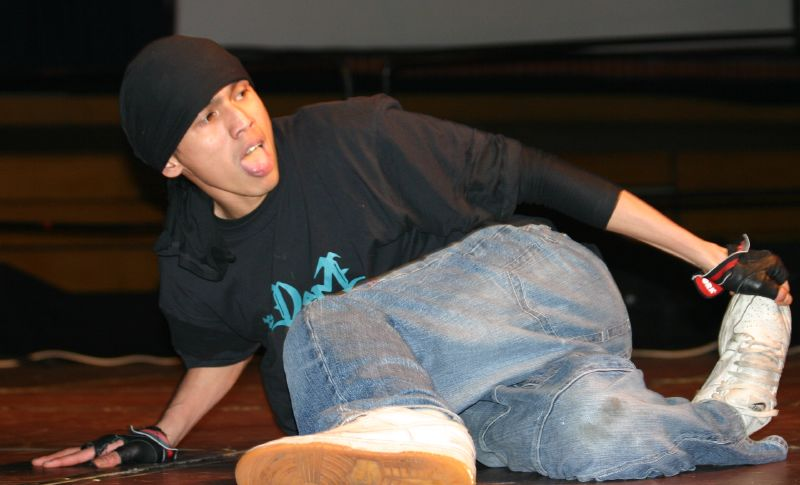
Breakdancer

Como todo movimiento musical, el breakdance surgió como respuesta corporal de los beats que marcaba la música; debido a esto viene el nombre de break boy, que con el tiempo se fue transformando a b-boy. Este baile se ve influenciado por diferentes corrientes dancísticas. De los segmentos marginados de Brooklyn, del sur del Bronx, se halla la influencia del tap y algunas danzas africanas y por parte de la comunidad latinoamericana se retoman la salsa y el mambo.
Su antecesor es el movimiento de baile que se hacía llamar "UpRock", que era ejecutado por pandilleros y con él se preparaban para pelear a través este baile, y con eso disminuir la violencia física y las muertes. En este baile se utilizaban dos estilos: el primero, ya mencionado, consistía en expresar lo que el contrincante quería decir con imitaciones a base de gesticulaciones llamadas “jerks”, que incluían formas corporales de pistolas, patadas o golpes; el segundo estilo se llamaba “burns”, y consistía, como su nombre lo indica, en "quemar" al oponente, o sea, burlarse de él y dejarlo en ridículo.

## Elementos del breakdance
- Top Rock (baile de pie): esta parte es la carta de presentación de cada bailarín, en la cual se puede ver parte del estilo, musicalidad y originalidad. Según cuenta el pionero 'Spy' en The Freshest Kids, un paso fundamental en el primer Top Rock era el llamado Indian Step, una adaptación de un baile ritual de los indios americanos que incluía saltos cortos con caídas en una rodilla, levantarse y giros leves mientras se movian los brazos.
- Footwork (trabajo de pies y manos en el suelo): este es el pilar más complejo de esta danza, el cual requiere de mucha técnica, postura y creatividad para desglosar y enlazar los pasos fundamentales y poder ser más original. Esta rama cuenta con dos sub ramas, llamadas "BackBone" y "FloorRocks". Se podría decir BackBones se trata de llevar algunos movimientos de FootWorks al nivel de la espalda alta y que el FloorRock (conocido gracias a Spy) vendría a ser fluir a nivel del piso ya sea por espalda, pecho o cadera. También cabe destacar que existen otros trabajos que son complementos para el footwork, como legs-work y hands-work.
- Power Moves (movimientos de poder o movimientos de dificultad): es importante mencionar que estos movimientos requieren de fuerza abdominal y de brazos, agilidad, flexibilidad y disciplina, lo cual conlleva a un entrenamiento enfocado. Esta rama cuenta con una sub rama llamada "Tricks"; un ejemplo de esto puede ser el fusionar un Freeze, por ejemplo: (Air Chair) + Power + (Hand Hop) = Saltos en Air Chair.
- Freeze (posturas congeladas corporales): consiste en quedarse "congelado" o quieto en una posición, que luego se puede combinar y enlazar con otras "ramas" de baile o pasar a otro freeze en cualquier momento de la entrada si así se quiere. Se pueden ejecutar en cualquier momento, pero lo más importante es saber cuando ejecutarlos. La musicalidad a la hora de marcar un beat, la variedad de freezes y la dificultad que se pueda agregarle al movimiento son fundamentales.

## Juegos Olímpicos
El 7 de diciembre de 2020 el COI confirma al breakdance como deporte olímpico para los Juegos Olímpicos de París 2024. El objetivo es, según Thomas Bach, actual presidente del COI, tener unos Juegos Olímpicos con un toque moderno y que atraigan a los más jóvenes.

## Batallas
Los enfrentamientos entre los b-boys pueden ser individuales, en parejas o crews (grupos). Para definir al ganador se califica el desarrollo de la entrada: Top Rock, Foot work, Power Move y Freeze. La calificación depende de la técnica, la originalidad, la complejidad, rítmica y fluidez de dicha entrada, entre otros aspectos.

## En Venezuela

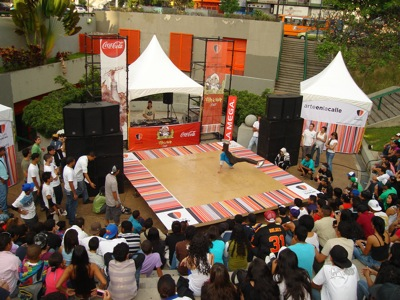
Escenario del festival Cooltura (2009)

El movimiento del breaking en Venezuela tiene una trayectoria de múltiples presencias en competencias de alto nivel internacional como BCONE, Battle of the Year, Redanza, Eurobattle, Cultura Urbana, Hip Hop Oppsesion, Cyon, LG Bboy Championship, Trickonometry, Battle Sonic, Fort Apache, Legiteam Day, Amazing Day, VNR, Chelles Battle Pro, IBE, entre otras.
En Venezuela el movimiento b-boy existe en casi todos los rincones del país. Los crews (grupos) pioneros en Venezuela son Speedy Angels y Flying Legs Crew. Luego fueron poco a poco apareciendo otros crews como Tsunami Breakers (llamados luego Tsunami Show), Wonders Unit Crew, Breaking Bone, Black & White Crew, Alianza Brother Crew, N2 Break, New School of Breaking, BCV Boys, Shinning Shadow, For One Beat, UTK, LCN (Chacaito's Kingdom), Flyover Crew, Big Power Crew, Revolution Crew, Joker Crew, High Level Crew, Ritmo 3 Crew, UMC, The Magnificent Force II (Valencia),entre otros.
Las competencias en Venezuela suceden muy a menudo, mayormente organizadas por los mismos crews. Existen grandes competencias realizadas por patrocinios de empresas privadas dando un gran apoyo a la cultura. El sitio web Breaktown.org ha impulsado la cultura, traspasando fronteras a nivel web donde en su foro pueden verse las próximas competencias y videos.
La vieja escuela data de 1984, con crews como Amazonas y Breakers. En los años 1980 los 'New York City Breakers' se presentaron en el programa televisivo Sábado Sensacional como invitados por el lanzamiento de la película de Stan Lathan Beat Street, trayendo gran popularidad al movimiento en todo el país, ciudades como Maracay y Valencia tenían agrupaciones con mucho talento como The magnificent force II entre otras y los piques (batallas) se daban normalmente en guerra de Minitecas.